# フェラーリ・553F1
フェラーリ 553F1 (Ferrari 553F1) は、スクーデリア・フェラーリが1954年のF1世界選手権で使用したフォーミュラ1カーである。通称スクアーロ（Squalo）。1955年には改良型のフェラーリ 555F1 (Ferrari 555F1) 、通称スーパースクアーロ（Super Squalo）を使用した。

## 概要
F1世界選手権はF2規定で2年間行われたのち、1954年からエンジン排気量を2,500ccとして仕切り直しされた。フェラーリは500F2で成功した直列4気筒エンジン路線を継続し、発展型の625F1と553F1を開発した。553F1の新設計シャーシは燃料タンクを両サイドに配置しており、丸みを帯びたボディ形状から鮫（スクアーロ）というニックネームが付けられた。
553は先ず1953年最終戦イタリアGPに553F2（2,000cc）として先行投入された。車名の553は「500F2の1953年バージョン」を意味する。1954年は2,500ccのF1マシンとなって登場したが、出走7回中5回リタイアし、目ぼしい成績は最終戦スペインGPでのマイク・ホーソーンの優勝のみだった。シーズン後半には625F1のシャーシに553F1のエンジンを載せたもの、625F1のエンジンブロックに553F1のエンジンヘッドを組み合わせたもの、スポーツカー用735エンジンのクランクケースを使用したものも登場した。
1955年には操縦性を改善した555F1を投入したが、前年と同様にメルセデス・ベンツ・W196の後塵を拝した。シーズン中に撤退したランチアからランチア・D50を譲り受けたため4気筒エンジン路線はこの年限りで廃止され、設計者のアウレリオ・ランプレディはフェラーリを去った。

## スペック
数値は555F1のもの。
シャーシ
- 構造 スチール製チューブラーフレーム
- 全長  mm
- 全幅  mm
- 全高  mm
- ホイルベース 2,160mm
- トレッド 1,278mm（前） 1,250mm（後）
- ギアボックス 5速＋後進1速
- 重量 590kg
- サスペンション 
  - 前 ダブルウィッシュボーン/コイルスプリング
  - 後 ド・ディオンアクスル/リーフスプリング
- ブレーキ ドラム式

エンジン
- 気筒数・角度 直列4気筒
- ボア・ストローク 100×79.5mm
- 排気量 2,497cc
- 最高出力 260馬力/7,200回転
- 動弁 DOHC・1気筒あたり2バルブ
- キャブレター ウェバー50 DCOA/3キャブレター（ツイン）
- 点火装置 ツインスパーク
- 潤滑システム ドライサンプ
- クラッチ マルチプレート
- 最高速度 280km/h

タイヤ
- メーカー ピレリ→エングルベール
- 前輪サイズ 5.50×16
- 後輪サイズ 7.00×16